# Loris Tonella
Loris Tonella (* 20. April 2004) ist ein italienischer Leichtathlet, der sich auf den Sprint spezialisiert hat.

## Sportliche Laufbahn
Erste internationale Erfahrungen sammelte Loris Tonella im Jahr 2022, als er bei den U20-Weltmeisterschaften in Cali mit 20,95 s im Halbfinale im 200-Meter-Lauf ausschied und mit der italienischen 4-mal-100-Meter-Staffel in 39,77 s auf den vierten Platz gelangte. Im September wurde er bei den U23-Mittelmeermeisterschaften in Pescara in 21,55 s Sechster über 200 Meter. Im Jahr darauf schied er bei den U20-Europameisterschaften in Jerusalem mit 21,55 s im Halbfinale über 200 Meter aus und gelangte mit der Staffel mit 40,70 s auf Rang fünf.
2022 wurde Tonella italienischer Meister in der 4-mal-100-Meter-Staffel.

## Persönliche Bestzeiten
- 100 Meter: 10,47 s (+1,8 m/s), 18. Juni 2022 in Triest
- 60 Meter (Halle): 6,89 s, 23. Januar 2022 in Ancona
- 200 Meter: 20,95 s (−0,2 m/s), 3. August 2022 in Cali